# Езернице (Республика Сербская)
Езернице (серб. Језернице / Jezernice) — село в общине Вишеград Республики Сербской Боснии и Герцеговины. В настоящее время село необитаемо.